# Río Acragante
Acragante  o Acragas fue el nombre griego de un río de Sicilia que desaguaba en el mar Mediterráneo, no lejos de Agrigento (ciudad que en griego se decía también Acragante). Su nombre actual es Girgenti.
- Datos: Q9071602